# سفر الخروج
سفر الخروج [(بالعبرية: שְׁמוֹת) ومعناه الحرفي "الأسماء")] هو ثاني أسفار الكتاب المقدس، ولا تختلف الطوائف المسيحية أو اليهودية حول قدسيته. يتناول السفر قصة الخروج التي تُصف أسطورة خروج بني إسرائيل من نير العبودية في مصر بقدرة إلههم يهوه الذي وفقًا للقصة اختارهم شعبًا له. ثم ينتقل بنو إسرائيل مع نبيهم البطل موسى إلى جبل سيناء، حيث يُعطي يهوه الوصايا العشر لموسى، ويدخلون في عهد مع يهوه الذي يعدهم بأن يكونوا له "مملكة كهنة وأمة مقدسة" إن حفظوا العهد وأخلصوا له. وفقًا للسفر، أعطاهم يهوه الشرائع والتعليمات لبناء المسكن، الذي سيأتي عن طريقه من السماء ويسكن معهم ويقودهم في حرب مقدسة لغزو أرض كنعان ("أرض الميعاد")، التي سبق، وفقا لقصة الخلق، وأن وعد بها "نسل" إبراهيم، الجد الأعلى لبني إسرائيل.
يعتبر سفر الخروج من الأسفار الطويلة في الكتاب المقدس، وهو يروي في حلقات متتابعة طفولة النبي موسى، وهربه من مصر، ثم عودته إليها ليقود أسباط بني إسرائيل الاثني عشر للخروج عن حكم الفرعون، والأحداث التي رافقت المرحلة الأولى من خروج الشعب، الذي شكل الحدث الأساسي، ومنه استقى السفر اسمه.
تقليديًا، يُنسب السفر إلى موسى، ويرى العلماء المعاصرون أن تأليفه لأول مرة كان خلال فترة السبي البابلي (القرن السادس قبل الميلاد)، وأن التأليف حدث استنادًا إلى مصادر سابقة مكتوبة وروايات شفهية، مع تنقيحات نهائية في فترة ما بعد السبي الفارسي (القرن الخامس قبل الميلاد). تعتقد الباحثة الأمريكية الكتابية كارول مايرز [الإنجليزية] في تعليقها على سفر الخروج، أنه يمكن القول إنه سفر الخروج الكتاب الأكثر أهمية في الكتاب المقدس، لأنه يعرض السمات المميزة لهوية بني إسرائيل - ذكريات ماضي تميّز بالمشقة والهروب، والعهد المُلزم مع إلههم الذي اختار بني إسرائيل، وتأسيس حياة المجتمع وخطوط استدامته. يُجمع العلماء المعاصرين على أن أسفار موسى الخمسة لا تقدم وصفًا دقيقًا لأصول بني إسرائيل، الذين يبدو أنهم تشكلوا ككيان في المرتفعات الوسطى في أرض كنعان في أواخر الألفية الثانية قبل الميلاد (حوالي في نهاية فترة انهيار العصر البرونزي) منبثق من الثقافة الكنعانية الأصلية.

## التاريخية

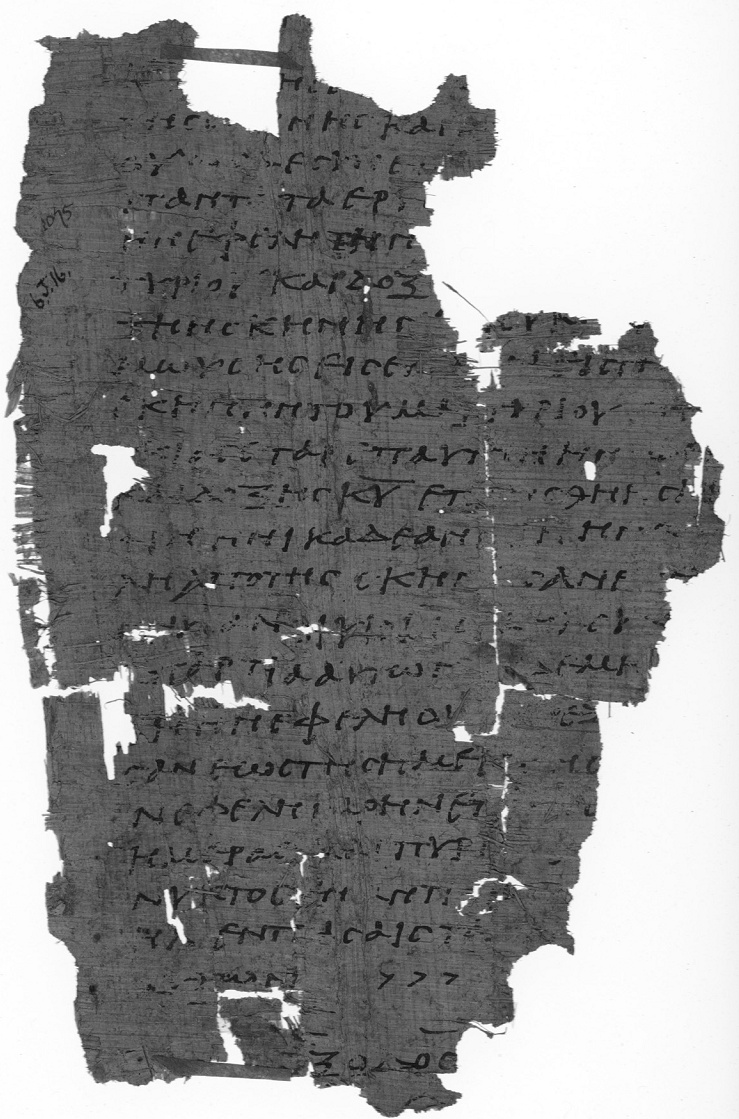
بردية أوكسيرينخوس رقم 1075 مخطوطة ترجع للقرن الثالث أو الرابع الميلادي، وتُظهر جزءًا من سفر الخروج 40.

لا يتعامل العلماء مع رواية الخروج الكتابية على أنها قصة تاريخية لعدد من الأسباب منها عدم وجود أدلة تاريخية على صحة قصة الخروج. من المتفق عليه عمومًا أن قصص الخروج كُتبت بعد قرون من إعدادها. يزعم عالما الآثار إسرائيل فينكلشتاين ونيل آشر سيلبرمان [الإنجليزية] بأن علم الآثار لم يعثر على دليل يدعم حتى وجود مجموعة صغيرة من الإسرائيليين الرُحّل الذين عاشوا في سيناء: "نستنتج بما لا يقبل الدحض - أن الخروج لم يحدث في الوقت ولا الطريقة الموصوفة في الكتاب المقدس -. [...] حيث لم تدعمه الحفريات والمسوحات المتكررة في جميع أنحاء المنطقة حتى بأدنى دليل". بدلًا من ذلك، ناقشا كيف أن علم الآثار الحديث يُشير إلى الترابط بين المستوطنات الكنعانية والإسرائيلية، مما يشير إلى الأصل الكنعاني الأكيد لبني إسرائيل، مع احتمالات ضعيفة أن تكون مجموعة من الأجانب من مصر هم من شكّلوا إسرائيل المبكرة. ومع ذلك، يعتقد غالبية العلماء أن للقصة أساس تاريخي، وإن كان هناك خلاف واسع حول ماهية ذلك الأساس التاريخي. يشير كينتون سباركس إلى القصة على أنها "أسطورة تأسيسية" و"تاريخ أسطوري".
تشير العديد من النصوص الأدبية من مصر القديمة وثّقت وجود شعوب سامية عاملة في مشاريع البناء في عصر الأسرة المصرية التاسعة عشر، ربما من بقايا الرعاة الهسكوس الذين طردوا في القرن السادس عشر قبل الميلاد، علمًا أن القرنين الرابع عشر والثالث عشر قبل الميلاد، وهي الفترة المفترضة لخروج موسى وقومه، اتسمت بالضعف المصري، بسبب الأزمات الدينية المتلاحقة والتي كان أقواها أزمة العمارنة، وما كان تأسيس السلالة التاسعة عشر على يد القائد حور محب إلا محاولة إصلاحيّة لإصلاح الضعف الحاصل، لا سيما بعد هجمات الحثيين. مما قد يدعم وجود أساس تاريخي محتمل يؤيد استعباد المصريين لبني إسرائيل. ومع ذلك، هناك اتجاه متزايد بين العلماء لرؤية روايات الخروج الكتابية على أنها اختراع من قبل المجتمع اليهودي في السبي وما بعد السبي، مع قدر بسيط يكاد ينعدم من الأسس التاريخية.

## البنية
لا يوجد إجماع بين العلماء حول بنية نص سفر الخروج. أحد الاحتمالات القوية هو أنه يجمع بين نصّين، يمكن الفصل بينهما عند قصة عبور البحر أو عند بداية ظهور الإله في الأصحاح 19. وفقًا لهذه الاحتمالية، يحكي النص الأول قصة إنقاذ الإله لشعبه من مصر ورحلتهم تحت رعايته إلى سيناء (الأصحاحات 1-19)، ويحكي النص الثاني قصة العهد بين الإله وبني إسرائيل (الأصحاحات 20-40).

## ملخص أحداث السفر

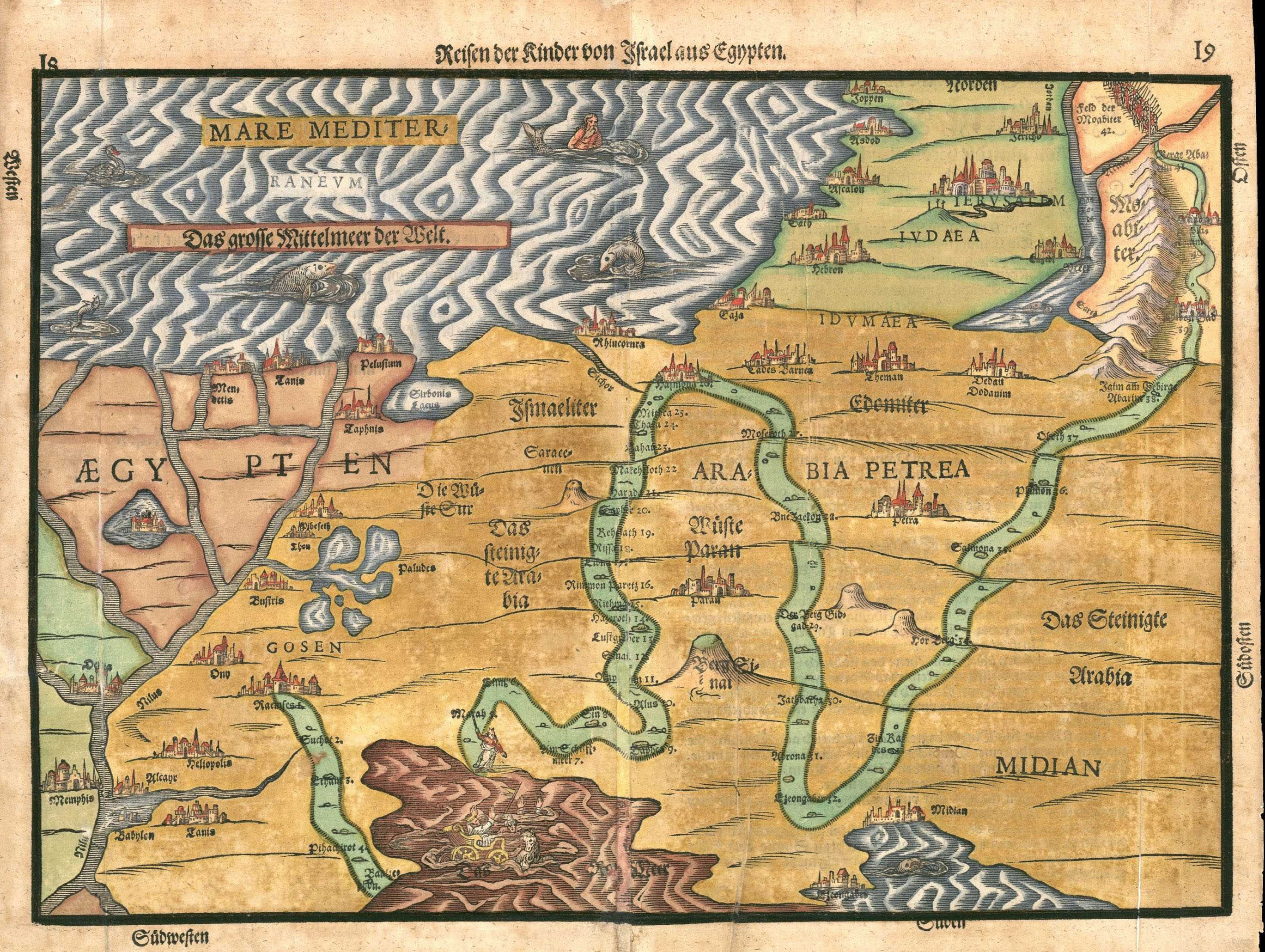
خريطة للخروج ترجع لسنة 1585م.

يبدأ نص سفر الخروج بعد الأحداث التي وقعت في نهاية سفر التكوين، حيث انضم أبناء يعقوب وعائلاتهم إلى أخيهم يوسف في مصر التي أنقذها يوسف من المجاعة. بعد مرور 400 سنة، يخشى فرعون مصر [الإنجليزية]، الذي لا يتذكر يوسف، من أن يصبح العبيد وبني إسرائيل طابورًا خامسًا، يُثقل فرعون عليهم العمل، ويأمر بقتل جميع الذكور حديثي الولادة. تنقذ امرأة لاوية تُدعى يوكابد طفلها بوضعه في نهر النيل في تابوت من نبات البردي. وجدت ابنة فرعون الطفل، وسمته موسى وربّته على أنه ابنها.
خرج موسى البالغ لرؤية أقربائه وفي وقت لاحق، فشهد إساءة معاملة عبد عبراني على يد مشرف مصري، فقتله موسى غضبًا، ثم فرّ إلى مديان هربًا من العقاب. وهناك تزوج صفورة ابنة رعوئيل كاهن مديان. أثناء رعاية قطيع رعوئيل، التقى موسى الإله في عليقة مشتعلة. فسأله موسى عن اسمه، فأجابه بثلاث كلمات، غالبًا ما تُترجم إلى "أهيه الذي أهيه". كان ذلك تفسير السفر لأصل الاسم يهوه الذي عُرف به الإله فيما بعد. أمر الإله موسى أن يعود إلى مصر، ويحرر العبرانيين من العبودية ويقودهم إلى أرض كنعان، الأرض التي وُعد بها نسل إبراهيم في سفر التكوين. في رحلة العودة إلى مصر، أراد الإله أن يقتل موسى، لولا أن قامت زوجته صفورة بختان ابنهما حتى لا يقتله.
بعد العودة، اجتمع موسى بأخيه هارون، وجمع شيوخ بني إسرائيل، وأعدّهم للذهاب إلى البريّة لعبادة الإله. رفض فرعون طلب موسى بإعفاء بني إسرائيل من العمل في العيد، لذا لعن الإله المصريين بعشر ضربات رهيبة، مثل تحوّل النهر دمًا، وتفشي الضفادع. أمر الإله موسى بأن يجعل شهر أبيب الربيعي بدايةً للتقويم العبري، وأن يأخذ بنو إسرائيل خروفًا في اليوم العاشر من الشهر، ويذبحون الخروف قربانًا في اليوم الرابع عشر، ويضعون دمه على قوائم الأبواب والعتبات، ويقيمون وجبة الفصح في تلك الليلة التي يكتمل فيها القمر. في تلك الليلة، تمت آخر الضربات العشر بموت جميع أبناء المصريين البكور، مما دفع فرعون إلى طرد الإسرائيليين. ثم ندم فرعون على قراره، فقاد فرعون جيش مركباته خلف بني إسرائيل، الذين بدا أنهم قد حُوصروا في بحر سوف [الإنجليزية]. شق الإله البحر وسمح لبني إسرائيل بالمرور قبل أن يُغرق قوات فرعون التي تلاحقه.
تذمّر بنو إسرائيل في ظل شقاء الحياة في الصحراء واشتاقوا إلى مصر، فأحدث الإله معجزة بأنه منحهم المن ليأكلوا وماءًا للشرب. يصل بنو إسرائيل إلى جبل الإله، حيث يزور حمو موسى رعوئيل موسى؛ وبناءً على اقتراح رعوئيل، يُعيّن موسى قضاة على بني إسرائيل [الإنجليزية]. سأل الإله ما إذا كان بنو إسرائيل سيوافقون على أن يكونوا شعبه، فقبلوا. فاجتمع الشعب عند سفح الجبل، فظهر الإله على القمة مع أصوات الرعد والبرق ونار وسحب من الدخان، وأصوات أبواق، وزلزلة الجبل. ثم أمر الإله موسى يأن يصعد إلى الجبل، وأعطاه الوصايا العشر على مسمع من كل بني إسرائيل. حين صعد موسى الجبل إلى حضرة الإله، فأعلمه الإله بقانون العهد الخاص بالشعائر والشرائع المدنية، ووعدهم بأرض كنعان إن أطاعوه. نزل موسى من الجبل وكتب كلمات الإله، ثم دعا الإله موسى إلى صعود الجبل مرة أخرى، فمكث فيه أربعين نهارًا وأربعين ليلة، ثم عاد حاملًا مجموعة الألواح الحجرية مكتوبة بإصبع الإله.
أمر الإله موسى بناء المسكن حتى يسكن الإله بشكل دائم بين شعبه المختار، وأعطى الإله تعليمات تفصيلية حول هيئة المسكن، بالإضافة إلى تعليمات للملابس الكهنوتية [الإنجليزية]، والمذبح وملحقاته، وإجراءات رسامة الكهنة، والذبائح اليومية. أصبح هارون أول رئيس لكهنة بني إسرائيل.
حسب سفر الخروج، بينما كان موسى مع الإله، سبك هارون عجلاً ذهبيًا ليعبده بنيو إسرائيل. أخبر الإله موسى برِدّتهم وهدّدهم بقتلهم جميعًا، لكنه تراجع عندما توسل إليه موسى. نزل موسى من الجبل، وحطم الألواح الحجرية بغضب، وأمر اللاويين بقتل من ضلّ من بني إسرائيل. أمر الإله موسى بأن يصنع لوحين جديدين. وصعد موسى الجبل مرة أخرى، حيث أملي الإله على موسى الوصايا العشر ليكتبها على الألواح. نزل موسى من الجبل، ومنذئذ أصبح لزامًا عليه أن يتبرقع.

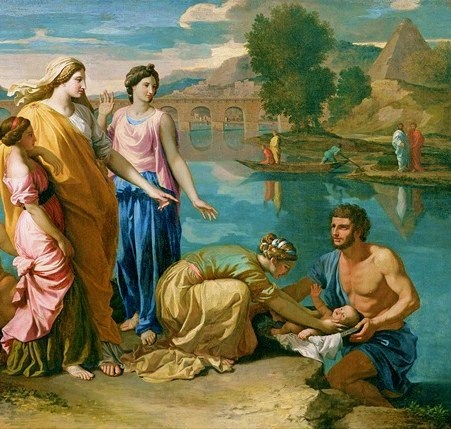
ابنة الفرعون تلتقط موسى من نهر النيل؛ لوحة لبوسان، 1638.
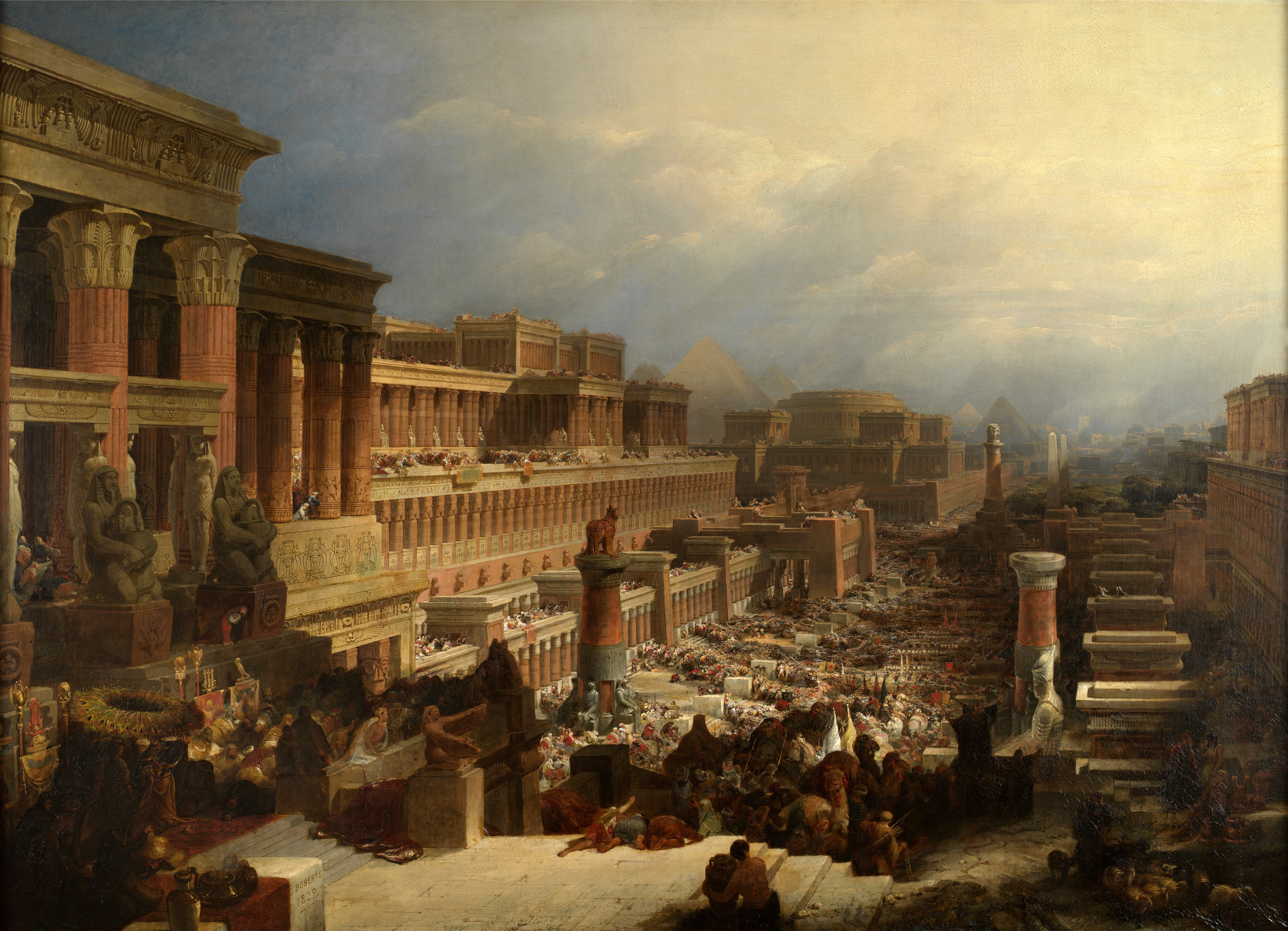
لوحة (خروج بني إسرائيل) لديفيد روبرتس (1829)
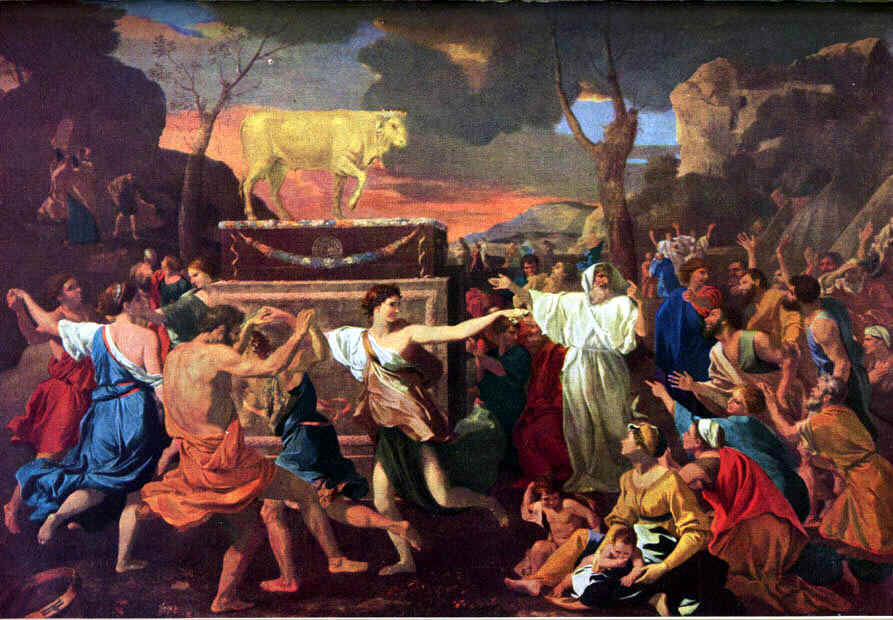
عندما تأخر موسى مدة أربعين يومًا على الجبل، أخذ الشعب بعبادة عجل الذهب؛ لوحة لنيقولا بوسان، 1633.

## الكتابة

### التأليف

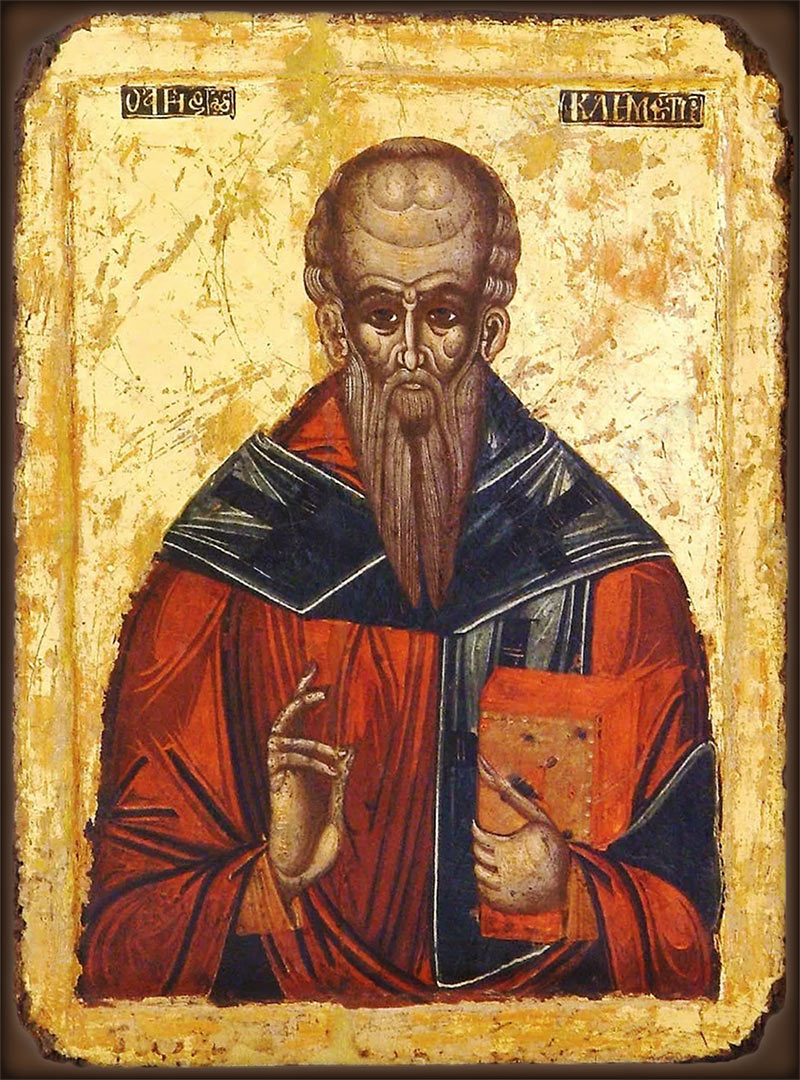
يرى إكليمندس الإسكندري أن للنصوص المقدسة خمسة معاني: التاريخي والعقائدي والنبوي والفلسفي والصوفي.

يُعد موسى مؤلف هذا السفر في المعتقد اليهودي والمسيحي حاله حال الأسفار الخمسة الأولى، ولكن بحلول نهاية القرن التاسع عشر الميلادي، أدى الوعي المتزايد بالاختلافات والتناقضات والتكرار وغير ذلك من الملامح في أسفار موسى الخمسة إلى دفع العلماء إلى التخلي عن هذه الفكرة. يُقدِّر الباحثون بداية عملية تأليف سفر الخروج وأسفار موسى الخمسة زهاء سنة 600 ق.م. بعدما جُمعت الروايات الشفوية والنصوص المكتوبة الموجودة لتكوين الأسفار التي نعرفها، والتي وصلت إلى شكلها النهائي نصوصاً مقدسة لا يُمكن تغييرها قرابة سنة 400 ق.م.

## السمات

### الخلاص
يصف العلماء الكتابيون أسلوب كتابة التاريخ ذو الدوافع الدينية في الكتاب المقدس بأنه تاريخ الخلاص [الإنجليزية]، أي تاريخ أعمال الإله التي حمى بها بني إسرائيل، وأعطتهم هويتهم - الوعد بتكثير النسل والوعد بأرض الأسلاف، والخروج من مصر (حيث خلّص الإله بني إسرائيل من العبودية)، والتيه في البرية، وإعلان الإله عن نفسه في سيناء، والرجاء في الحياة المستقبلية في أرض الميعاد.
ترى العديد من الطوائف المسيحية واليهودية أن الغاية الأساسية من السفر، التذكير بأنّ الخلاص يأتي من الإله وحده، ويميل العديد من المفسرين حديثًا، لأخذ بعض أحداث السفر بشكل رمزي؛ بحيث لا تؤخذ الأحداث بحرفيتها، وإنما تؤخذ بغايتها.

### الظهور الإلهي
الظهور الإلهي هو مصطلح كتابي يُبرز مجموعة من الأحداث التي تصاحب ظهور (تجلّي) إله بني إسرائيل في الكتاب المقدس مثل العواصف وارتجاف الأرض، وزلزلة الجبال، ومطر السماء، ودويّ الرعد، ووميض البرق. يبدأ الظهور أثناء الخروج في اليوم الثالث من وصولهم إلى سيناء(الخروج 19) عند التقاء يهوه مع شعب بني إسرائيل عند الجبل، فيظهر في العاصفة ويتحدث مع موسى، ويعطيه الوصايا العشر، والشعب يستمعون. وبالتالي فإن الظهور الإلهي هو تجربة عامة للقانون الإلهي.
يشير النصف الثاني من سفر الخروج إلى النقطة التي يصبح عندها الظهور الإلهي دائمًا لبني إسرائيل من خلال خيمة الاجتماع. لذا، فإن جزء كبير من السفر (الأصحاحات 25-31، 35-40) تصف تحضيرات خيمة الاجتماع موضحةً الأهمية التي لعبتها في مُخيّلة يهودية الهيكل الثاني في الوقت الذي تم فيه تنقيح نص السفر على أيدي الكهنة الذين جعلوا من خيمة الاجتماع مكان يكون فيه الإله حاضرًا جسديًا، حيث يمكن لبني إسرائيل، من خلال الكهنوت، أن يكونوا في شراكة مباشرة وحرفية مع الإله.

### العهد
يُعد عهد سيناء لُبّ قصة الخروج. يُعرّف العهد بأنه وثيقة قانونية تلزم طرفين بتحمل التزامات معينة تجاه بعضهما البعض. يحتوي الكتاب المقدس على عدد من العهود، وفي كل حالة منها يتألف العهد من بعض العناصر الموجودة في معاهدات الحياة الواقعية في الشرق الأوسط القديم: الديباجة، والمقدمة التاريخية، والشروط، والنص، وقائمة الشهود، والمباركات واللعنات، والتصديق بقربان حيواني. تختلف العهود الكتابية عن العهود الشرقية بشكل عام، فهي بين إله، يهوه، وشعب، بنو إسرائيل، وليس بين حاكم قوي وتابع أضعف.

### اختيار بني إسرائيل
يعتقد ستيفن ديمبستر أستاذ الأديان في جامعة كراندال أن الإله اختار بني إسرائيل ليُخلّصهم لأنهم "أبناء إسرائيل" هم "الابن البكر" لإله إسرائيل، الذين ينحدرون من سلسلة نسب سام وإبراهيم إلى يعقوب المختار الذي تغير اسمه إلى إسرائيل. هدف الخطة الإلهية في الخروج هو العودة إلى الحالة الإنسانية في عدن، حتى يتمكن الإله من العيش مع بني إسرائيل كما فعل مع آدم وحواء من خلال التابوت والمسكن، اللذين يشكلان معًا نموذجًا للكون؛ في الديانات الإبراهيمية اللاحقة، أصبح بنو إسرائيل أوصياء على خطة الإله للبشر، لجلب "بركة خلق الإله للبشر" التي بدأت مع آدم.

## سفر الخروج في الأديان السماوية

### اليهودية
لسفر الخروج أهميته في بعض الأمور الدينية التنظيمية مثل تنظيم العشور والصدقات وضريبة خيمة الاجتماع، ومن ثم هيكل سليمان، كذلك فإن السفر يعتمد عليه في تحديد أيام الصوم اليهودي، والاحتفالات بالأعياد اليهودية، إضافة إلى الحج. كذلك، لسفر الخروج أهمية خاصة في الصلوات اليهودية، حيث تترافق صلوات المساء مع ذبائح المساء اليومية، كما تُقرأ أجزاء منه في الصلوات اليهودية الأسبوعية لتناول الموضوعات الآتية:
- شموت، الخروج 1-5: لوصف الضيق في مصر، اكتشاف الطفل موسى، فرعون.
- فاييرا، الخروج 6-9: قصة ضربات مصر من الأولى إلى السابعة.
- بو، الخروج 10-13: ضربات مصر الأخيرة، عيد الفصح الأول.
- بشالخ، الخروج 13-17: شق البحر، الماء، المن، العماليق.
- يترو، الخروج 18-20: نصيحة رعوئيل، الوصايا العشر.
- مشباتيم، الخروج 21-24: قانون العهد.
- تيروما، الخروج 25-27: تعليمات الإله بشأن خيمة الاجتماع وأثاثها.
- تيتزاوه، الخروج 27-30: تعليمات الإله للكهنة الأوائل.
- كي تيسا، الخروج 30-34: إحصاء بنو إسرائيل، زيت المسحة، العجل الذهبي، الألواح الحجرية.
- فاياخيل، الخروج 35-38: جمع بني إسرائيل للهدايا، بناء المسكن وفرشه.
- بيكودي، الخروج 38-40: إقامة وملء خيمة الاجتماع

### المسيحية

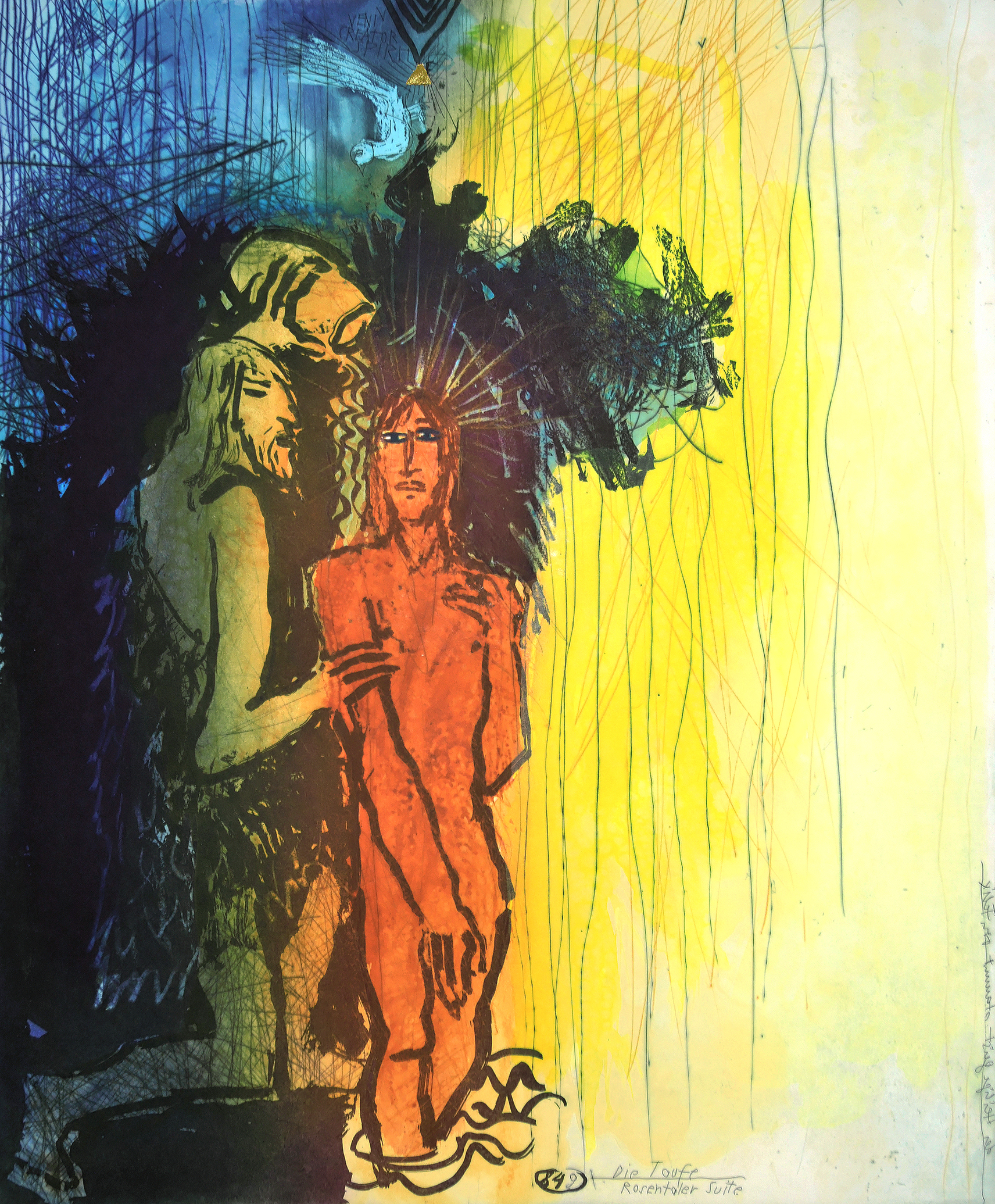
يسوع ويوحنا المعمدان كلاهما استشهد بسفر الخروج؛ اللوحة لإيدي هولزر، 1997.

وُصف سفر الخروج في المسيحية بكونه «إنجيل العهد القديم»، لأنه على غرار الإنجيل، يعلن بشارة تدخل الإله في حياة الناس ليحررهم، وتظهر علاقة سفر الخروج بالعهد الجديد بشكل خاص في سفر الرؤيا، إذ إن الرؤيا تشيد بالمسيح بوصفه حمل الفصح، والنكبات التي تصيب عبدة الوحش مأخوذة من ضربات مصر، والمنتصرون في المجيء الثاني للمسيح على الوحش ينشدون هم أيضًا نشيد موسى؛ وأخيرًا فإن زوال البحر، وصف لظهور العالم الجديد الخالد.
كما أن هناك تفسيرات مسيحية ترى اعتماد يسوع على سفر الخروج في تعاليمه أو بعض نقاشاته التي أُشير إليها في الأناجيل مثل إشارة يسوع إلى واجب إكرام الوالدين التي تتوافق مع الوصية المذكورة في سفر الخروج؛ وفي اقتباس يسوع في الإصحاح 22 من إنجيل متى. المأخوذ من سفر الخروج في جداله مع الصدوقيين حول قيامة الموتى، حتى وُصف يسوع في التقليد المسيحي «موسى الثاني»، يرجع ذلك لبعض أوجه التشابه، مثل صيام كليهما أربعين يومًا وليلة استُشهد أيضًا بسفر الخروج في مجمع أورشليم الأول الذي ورد ذكره في سفر أعمال الرسل؛ كما تأتي في الرسائل بعض الاقتباسات في إطار وعظي مثل الرسالة الأولى إلى كورنثس التي اقتبست من الخروج؛ أو التذكير بأحكامه مثل الرسالة الأولى إلى كورنثس التي أشارات إلى ما جاء في سفر الخروج أو إعادة تفسير النص في ضوء المعتقدات المسيحية كما في الرسالة إلى رومية والخروج
كذلك، فإن تأثير السفر في الليتورجيا المسيحية واضح، ومنها قراءة عبور البحر ونشيد موسى (الخروج 14-15) من ضمن صلوات الفصح ضمن كلا الطقسين البيزنطي والروماني، واستخدم حمل الفصح والمن والسلوى والصخر الذي انبجس منه الماء في عظات آباء الكنيسة وتفسير بعض الحركات الطقسية مرّات كثيرة، فالعبور بالبحر مثال للمعمودية، والمن والسلوى مثال للإفخارستيا؛ وكذلك فإنّ الوصايا العشرة، التي أوحيت إلى موسى حسب المعتقدين اليهودي والمسيحي، في الألواح، مثلت على الدوام ركنًا بارزًا من التعليم المسيحي، بناءً على وصية يسوع نفسه.

### الإسلام
يلتقي سفر الخروج مع القرآن في كثير من الأحداث والشرائع، بل إن أغلب الروايات الواردة في سفر الخروج ذكرت في القرآن، وكذلك يوجد تشابه في الشرائع، كالتوافق في شرائع الزنى، ومن القصص المشتركة عصا موسى التي تحولت لأفعى، وعبور بنو إسرائيل للبحر الأحمر، وسواهما. وردت القصص القرآنية المتوافقة مع سفر الخروج موزعة على عدد من السور التي كان أغلبها مكيًّا، وبدون ترتيب زمني يتوافق مع عرضها في سفر الخروج؛ كما تجنبت الرواية القرآنية الخوض في التفاصيل الدقيقة التي ترد في السفر.
| الحدث                                   | سفر الخروج       | القرآن                                                         | الملاحظات |
| --------------------------------------- | ---------------- | -------------------------------------------------------------- | --- |
| إذلال قوم فرعون لبني إسرائيل            | 1: 8-14 5: 6-18  | القصص 4؛ إبراهيم 6؛ الأعراف 141؛ البقرة 49                     | |
| ميلاد موسى                              | 2: 1-10          | القصص 7-13؛ طه 38-40                                           | |
| موسى يقتل رجلاً مصريًا                    | 2: 11-15         | القصص 15-21؛ طه 40                                             | |
| حديث العليقة المشتعلة                   | 3: 2-18          | القصص 29-30؛ النمل 7-9؛ طه 9-16                                | |
| رب الآباء                               | 6: 3             | الشعراء 26                                                     | الآباء في التقليد العبري هم آدم، ونوح، وبشكل خاص إبراهيم، واسحق، ويعقوب.                                                                       |
| هروب موسى إلى مدين وزواجه               | 2: 15-25         | القصص 22-28؛ طه 40                                             | يذكر سفر الخروج الأسماء، فحمو موسى هو يثرون أو رعوئيل، وزوجته صفورة.                                                                           |
| معجزتا عصا موسى ويده                    | 4: 1-8           | القصص 31-32؛ النمل 9؛ الأعراف 107-120؛ الشعراء 30-45؛ طه 17-23 | |
| تدعيم موسى بهارون                       | 4: 10-17         | القصص 34-35؛ طه24-37                                           | |
| مواجهة فرعون وطلب إطلاق بني إسرائيل     | 5: 1-5           | الشعراء 17؛ الأعراف 104-105                                    | |
| ضربات مصر                               | 6: 11 حتى 7: 15  | الزخرف 98؛ النمل 12-14؛ الإسراء 101؛ الأعراف 133-136           | ذكر القرآن ضربات مصر التسعة هي الدم والضفادع والبعوض والذباب وقتل المواشي والغبار والبَرد أي المطر والجراد وأخيرًا قتل الأبكار، ولكن دون تفصيل.  |
| حفظ ذكرى النجاة من فرعون                | 12: 1 حتى 13: 16 | -                                                              | يصوم المسلمون تطوعًا في يوم عاشوراء الذي يعتبرونه يوم نجاة قوم موسى من فرعون دون استذكار حمل الفصح أو الخبز الفطير.                             |
| الإله يطعمهم المنّ والسلوى               | 16: 1-26         | طه 80-81؛ الأعراف 160؛ البقرة 57                               | |
| موسى يفجر نبع ماء من الحجارة            | 17: 1-7          | الإسراء 90؛ الأعراف 160؛ البقرة 60                             | |
| تعيين نقباء الأسباط (القضاة)            | 18: 13-27        | الأعراف 160                                                    | |
| اعتكاف موسى في الجبل أربعين نهارًا وليلة | 18: 24           | الأعراف 142-143                                                | |
| نقش لوحي الشريعة                        | 20: 1 حتى 23: 19 | الأعراف 145                                                    | لم تُذكر الألواح في القرآن إلا لمامًا، غير أن التشريع القرآني بحد ذاته مشابه لها مثل رفض الأصنام، والأمر بالعدالة بين النساء، والقصاص من القاتل. |
| اختيار الشيوخ السبعين                   | 24: 1            | الأعراف 155                                                    | |
| اتخاذ عجل الذهب                         | 32: 1-30         | طه 86-98؛ الأعراف 148-154                                      | |

## الملاحظات
1. ↑  الاسم العبري للسفر (بالعبرية: שְׁמוֹת) ويُنطق بالعربية "شيموت" ويعني "الأسماء"، مأخوذ من الكلمات الأولى للنص (بالعبرية: וְאֵלֶּה שְׁמֹות בְּנֵי יִשְׂרָאֵל‏) (وهذه أسماء بني إسرائيل).[إنج 1]
2. ↑  وحملت بي أمي، ووضعتني في سلة من الحناء قصيرة ورمتني في الماء الذي لم يغرقني، وحملني الماء إلى آكي ساقي الماء، فانتشلني ورباني وصرت له ولدًا.[1]
3. ↑  جاء في صحيح البخاري عن عبد الله بن عباس حديثًا قال فيه: «قدم النبي ﷺ المدينة، فرأى اليهود تصوم يوم عاشوراء، فقال: "ما هذا"؟ قالوا: "هذا يوم صالح، هذا يوم نجى الله بني إسرائيل من عدوهم فصامه موسى"، قال: "فأنا أحق بموسى منكم، فصامه وأمر بصيامه».[12]

### الفهارس
المصادر الأولية
1. ↑  "الخروج 19: 6".
2. ↑  "الخروج 1: 1-7".
3. ↑  "الخروج 1: 15".
4. ↑  "الخروج 2: 10".
5. ↑  "الخروج 2: 21".
6. ↑  "الخروج 3: 2".
7. ↑  "الخروج 3: 14".
8. ↑  "الخروج 4: 24-25".
9. ↑  "الخروج 7: 19-24".
10. ↑  "الخروج 8: 6".
11. ↑  "الخروج 12: 1".
12. ↑  "الخروج 12: 31".
13. ↑  "الخروج 14: 21".
14. ↑  "الخروج 14: 27".
15. ↑  "الخروج 16: 31".
16. ↑  "الخروج 18: 17-23".
17. ↑  [أ] "الخروج 24: 1".
[ب] "الخروج 31: 1".
18. ↑  [أ] "الخروج 21: 1".
[ب] "الخروج 23: 1".
19. ↑  "الخروج 31: 18".
20. ↑  "الخروج 32: 1-14".
21. ↑  "الخروج 34: 33-34".
22. ↑  [أ] "الخروج 20: 22".
[ب] "الخروج 23: 33".
23. ↑  "الخروج 29: 38-43".
24. ↑  "متى 15: 4".
25. ↑  "تتمة أستير 20: 12".
26. ↑  "متى 22: 32".
27. ↑  "الخروج 22: 32".
28. ↑  [أ] "الخروج 43: 28".
[ب] "متى 4: 2".
29. ↑  "الخروج 20: 3".
30. ↑  "أعمال الرسل 15: 20".
31. ↑  "الرسالة الأولى إلى أهل كورنثوس 5: 7".
32. ↑  "الخروج 12: 21".
33. ↑  "الرسالة الأولى إلى أهل كورنثوس 7: 3".
34. ↑  "الخروج 21: 10".
35. ↑  "الرسالة إلى أهل روما 9: 15".
36. ↑  "الخروج 33: 19".

فهرس المنشورات
بالعربية
1. ↑  الموحي (2004)، ص. 116.
2. ↑  الموحي (2004)، ص. 115.
3. ↑  الموحي (2004)، ص. 23.
4. ↑  مينوا (2005)، ص. 91.
5. ↑  مينوا (2005)، ص. 97.
6. ↑  مينوا (2005)، ص. 146.
7. ↑  الموحي (2004)، ص. 70-71.
8. ↑  الموحي (2004)، ص. 82.
9. ↑  الموحي (2004)، ص. 83.
10. ↑  الموحي (2004)، ص. 96-97.
11. ↑  الموحي (2004)، ص. 50.
12. ↑  البخاري (2012)، ج. 3، ص. 128-129.

الإنجليزية
1. ↑  Dozeman (2009), p. 1.
2. ↑  [a] Dunn (2003), p. 72.
[b] Finkelstein (2001), p. 68.
3. ↑  Meyers (2005), p. XV.
4. ↑  [a] Meyers (2005), p. 6-7.
[b] Moore (2011), p. 81.
[c] Grabbe (2017), p. 36.
5. ↑  Fretheim (1991), p. 7.
6. ↑  Moore (2011), p. 81.
7. ↑  Finkelstein (2001), p. 63.
8. ↑  [a] Shaw (2015), p. 313.
[b] Barmash (2015), p. 4.
9. ↑  [a] Faust (2015), p. 476.
[b] Redmount (2001), p. 87.
10. ↑  Geraty (2015), p. 55.
11. ↑  Sparks (2010), p. 73.
12. ↑  Davies (2020), vol. 1, p. 152.
13. ↑  Russell (2009), p. 11.
14. ↑  Meyers (2005), p. 17.
15. ↑  Stuart (2006), p. 19.
16. ↑  Meyers (2005), p. 16.
17. ↑  McEntire (2008), p. 8.
18. 1 2  Kugler (2009), p. 74.
19. ↑  Dozeman (2009), p. 9.
20. ↑  Dozeman (2009), p. 4.
21. ↑  Dozeman (2009), p. 427.
22. ↑  Dempster (2006), p. 107.
23. ↑  Wenham (1979), p. 29.
24. ↑  Meyers (2005), p. 148.
25. ↑  Meyers (2005), p. 149-150.
26. ↑  Meyers (2005), p. 150.
27. ↑  Dempster (2006), p. 100.
28. ↑  Bennett (2010), p. 36.
29. ↑  Campo (2009), p. 483.
30. ↑  Wherry & Sale (2001), p. 314.

فهرس الويب
العربية
1. ↑  أنطونيوس فهمي. "مقدمة في سفر الخروج". الأنبا تقلا هيمانوت. مؤرشف من الأصل في 2017-07-26. اطلع عليه بتاريخ 2024-05-20.
2. ↑  آحمد صبحي منصور (6 أغسطس 2007). "من هو فرعون موسى؟". أهل القرآن. مؤرشف من الأصل في 2017-08-02. اطلع عليه بتاريخ 2024-05-20.
3. ↑  بولس فغالي. "تفسير الكتاب المقدس". مؤلفات وأعمال الخوري بولس الفغالي. مؤرشف من الأصل في 2007-12-06. اطلع عليه بتاريخ 2010-09-30.
4. ↑  غريغوريوس النيصصي (3 أبريل 2007). "الكتاب الثاني: تأملات في حياة موسى، ج3". التعليم اللاهوتي الارثوذكسي - شبكة أرثوذكس أونلاين. مؤرشف من الأصل في 2020-01-26. اطلع عليه بتاريخ 2012-10-15.
5. ↑  [أ] حلمي القمص يعقوب. "كتاب النقد الكتابي: مدارس النقد والتشكيك والرد عليها (العهد القديم من الكتاب المقدس): 632- هل هناك تقارب بين ما جاء في سفر الخروج وما جاء في القرآن بشأن أحداث الخروج؟ وهل غرق فرعون أم نجى؟". الأنبا تكلا هيمانوت. مؤرشف من الأصل في 2022-12-01. اطلع عليه بتاريخ 2024-05-26.
[ب] محمد يسري أبو هدور (23 يوليو 2018). "خروج بني إسرائيل من مصر: قراءة في النصوص المقدسة ووثائق التاريخ". منشور. مؤرشف من الأصل في 2023-10-04. اطلع عليه بتاريخ 2024-05-26.

الإنجليزية
1. ↑  [a] Michael Slackman (3 Apr 2007). "Did the Red Sea Part? No Evidence, Archaeologists Say". The New York Times (بالإنجليزية). Archived from the original on 2019-05-17. Retrieved 2024-05-20.
[b] "Exodus: History and myth, then and now". Tel Aviv University (بالإنجليزية). 7 Apr 2017. Archived from the original on 2019-04-10. Retrieved 2024-05-20.

### معلومات المنشورات الكاملة
المقالات
بالإنجليزية
- Carol A. Redmount (2001). "Bitter Lives: Israel in and out of Egypt". The Oxford history of the biblical world (بالإنجليزية): 58–89. ISBN:978-0-19-508707-9. OCLC:9507031315. QID:Q126018779.
- Kenton L. Sparks (2010). "Genre Criticism". Methods for Exodus. Methods in biblical interpretation (بالإنجليزية): 55–94. DOI:10.1017/CBO9780511811142.004. ISBN:978-0-511-71255-5. QID:Q126042484.
- Pamela Barmash (2015). "Out of the Mists of History: The Exaltation of the Exodus in the Bible". Exodus in the Jewish experience: echoes and reverberations (بالإنجليزية): 1–22. ISBN:978-1-4985-0293-1. QID:Q126014227.
- Avraham Faust (2015). "The Emergence of Iron Age Israel: On Origins and Habitus". Israel's Exodus in transdisciplinary perspective : text, archaeology, culture, and geoscience. Quantitative methods in the humanities and social sciences (بالإنجليزية): 467–482. DOI:10.1007/978-3-319-04768-3_37. ISBN:978-3-319-04767-6. OCLC:5798997162. QID:Q105747661.
- Lawrence T. Geraty (2015). "Exodus Dates and Theories". Israel's Exodus in transdisciplinary perspective : text, archaeology, culture, and geoscience. Quantitative methods in the humanities and social sciences (بالإنجليزية): 55–64. DOI:10.1007/978-3-319-04768-3_4. ISBN:978-3-319-04767-6. OCLC:5798996863. QID:Q126027877.

الكتب
بالعربية
- عبد الرزاق الموحي (2004)، العبادات في الديانة اليهودية (ط. 1)، دمشق: دار الأوائل، OCLC:236035024، QID:Q125998731
- جورج مينوا (2005)، الكنيسة والعلم: تاريخ الصراع بين العقل الديني والعقل العلمي (PDF)، ترجمة: موريس جلال، مراجعة: جمال شحيد (ط. 1)، دمشق، بيروت: الأهالي للطباعة والنشر والتوزيع، المؤسسة العربية للتحديث الفكري، OCLC:949619825، QID:Q115326106
- محمد بن إسماعيل البخاري (2012). صحيح البخاري: الجامع المسند الصحيح المختصر من أمور رسول الله ﷺ وسننه وأيامه (ط. 1). القاهرة: دار التأصيل. ISBN:978-9953-550-75-6. QID:Q126113566.

بالإنجليزية
- Gordon J. Wenham (1979). The Book of Leviticus. The New International Commentary on the Old Testament (بالإنجليزية). Grand Rapids: William B. Eerdmans Publishing Company. ISBN:978-0-8028-2353-3. OCLC:1351194460. OL:21196334M. QID:Q126043706.
- Terence E. Fretheim (1991). Exodus. Interpretation, a Bible commentary for teaching and preaching (بالإنجليزية). John Knox Press: John Knox Press. ISBN:978-0-8042-3102-2. OCLC:21870454. OL:1879926M. QID:Q126003382.
- Elwood Morris Wherry; George Sale (2001). A Comprehensive Commentary on the Quran: Comprising Sale's Translation and Preliminary Discourse with Additional Notes and Emendations (بالإنجليزية). Routledge. Vol. 1. ISBN:9780415245272. Archived from the original on 2019-12-08.
- Israel Finkelstein; Neil Asher Silberman (2001). The Bible unearthed: archaeology's new vision of ancient Israel and the origin of its sacred texts (بالإنجليزية). New York City: Free Press. ISBN:978-0-684-86912-4. LCCN:00057311. OCLC:44509358. OL:7722841M. QID:Q125998956.
- Ian Shaw; Robert Jameson, eds. (2002). A dictionary of archaeology (بالإنجليزية). Oxford: Blackwell Publishing. ISBN:978-0-631-23583-5. OCLC:56129983. OL:7610909M. QID:Q126014294.
- James D. G. Dunn; J. W. Rogerson, eds. (2003). Eerdmans commentary on the Bible (بالإنجليزية). Grand Rapids: William B. Eerdmans Publishing Company. ISBN:978-0-8028-3711-0. OL:7903751M. QID:Q125998890.
- Carol Meyers (2005). Exodus. New Cambridge Bible commentary (بالإنجليزية). Cambridge: Cambridge University Press. ISBN:978-0-521-80781-4. OCLC:57068367. OL:3299592M. QID:Q126000018.
- Stephen G. Dempster (2006). Dominion and dynasty: a biblical theology of the Hebrew Bible. New studies in biblical theology (15) (بالإنجليزية). Downers Grove: InterVarsity Press. ISBN:978-0-8308-9685-1. OCLC:876738754. OL:37403164M. QID:Q126002668.
- Douglas Stuart (2006). The new American commentary: Exodus (بالإنجليزية). Nashville: Lifeway Christian Resources. Vol. 2. ISBN:978-0-8054-0102-8. OCLC:936731057. OL:7934711M. QID:Q126050288.
- Mark Harold McEntire (2008). Struggling with God: an introduction to the Pentateuch. Mercer student guide (بالإنجليزية) (1st ed.). Macon: Mercer University Press. ISBN:978-0-88146-101-5. OCLC:180752915. OL:11223249M. QID:Q126051965.
- Juan Eduardo Campo (2009). Encyclopedia of Islam (بالإنجليزية). Infobase Publishing. ISBN:9781438126968. Archived from the original on 2019-03-31.
- Thomas B. Dozeman (2009). Commentary on Exodus. Eerdmans critical commentary (بالإنجليزية). Grand Rapids: William B. Eerdmans Publishing Company. ISBN:978-0-8028-2617-6. OCLC:176882327. OL:11209813M. QID:Q125998612.
- Robert A. Kugler; P. J. Hartin (2009). An introduction to the Bible (بالإنجليزية). Grand Rapids: William B. Eerdmans Publishing Company. ISBN:978-0-8028-4636-5. OCLC:176882359. OL:11209882M. QID:Q126053328.
- Christopher Russell (2009). Images of Egypt in early biblical literature: Cisjordan-Israelite, Transjordan-Israelite, and Judahite portrayals. Beihefte zur Zeitschrift für die Alttestamentliche Wissenschaft (403) (بالإنجليزية). Berlin: De Gruyter. ISBN:978-3-11-022171-8. OCLC:465618376. OL:24124675M. QID:Q126050192.
- Clinton Bennett (2010). Studying Islam: The Critical Issues (بالإنجليزية). Continuum International Publishing Group. ISBN:9780826495501. Archived from the original on 2019-12-08.
- Megan Bishop Moore; Brad E. Kelle (2011). Biblical history and Israel's past: the changing study of the Bible and history (بالإنجليزية). Grand Rapids: William B. Eerdmans Publishing Company. ISBN:978-0-8028-6260-0. OCLC:693560718. OL:24914806M. QID:Q126002151.
- Lester L. Grabbe (2017). Ancient Israel: What Do We Know and How Do We Know It? (بالإنجليزية). London: Bloomsbury Publishing. ISBN:978-0-567-67044-1. OCLC:1020857350. OL:48666297M. QID:Q126000387.
- Graham I. Davies (2020). Exodus 1-18: A Critical and Exegetical Commentary. International critical commentary on the Holy Scriptures of the Old and New Testaments (بالإنجليزية). London: Bloomsbury Publishing. ISBN:978-0-567-68868-2. OCLC:1100445548. OL:29428657M. QID:Q126044260.

## وصلات خارجية
- النص الكامل لسفر الخروج باللغة العربية بالتشكيل والترميز  (من موقع الكنيسة)
- التفسير الكامل لسفر الخروج
- الخروج من العبودية

| سبقه سفر التكوين | العهد القديم | تبعه سفر اللاويين |